# 9 avril (film)
Pour l’article homonyme, voir 9 avril.
Pour plus de détails, voir Fiche technique et Distribution.
9 avril (titre original danois 9. april ou internationalisé Invasion Day) est un film de guerre danois réalisé par Roni Ezra (en), sorti en 2015.

## Synopsis
Dans la nuit du 9 avril 1940, l'armée danoise est alertée que l'armée allemande a franchi la frontière, et le Danemark est maintenant en guerre contre l'armée la plus puissante d'Europe. Dans le sud du Jutland, une compagnie d'infanterie cycliste et un peloton de motocyclettes danois reçoivent l'ordre de retarder l'avance allemande jusqu'à ce que des renforts puissent arriver, mais sont rapidement submergés par des forces allemandes supérieures. Au cours de la matinée, le sous-lieutenant Sand et son peloton de soldats combattent les Allemands puis se retirent à Haderslev.

## Distribution
- Lars Mikkelsen : Lieutenant-colonel Hintz
- Pilou Asbæk : Sous-lieutenant Sand
- Gustav Dyekjær Giese : Soldat Andersen
- Sebastian Bull Sarning : Soldat Lundgren
- Joachim Fjelstrup : Sergent Bundgaard
- Martin Greis : Lieutenant Gjermansen
- Michael Brostrup : Colonel Hartz
- Elliott Crosset Hove : Soldat Jens-Otto Lassen
- Jannik Lorenzen : Soldat Gram
- Morten Hauch-Fausbøll : Major Fladsaa
- Mikkel Trøst Bentzen : Soldat Nørreskov
- Ari Alexander : Soldat Justesen
- Mathias Lundkvist : Soldat Kolding
- Jesper Hagelskær Paasch : Major Jepsen
- Jan Jürgensen : Sergent Klostergaard
- Simon Sears : Capitaine Holm
- Jesper Hagelskær Paasch : Lieutenant Jepsen
- Pelle Emil Hebsgaard : coursier
- Jan Dose : Oberleutnant Becker